# Xavier Estivill i Pallejà
Xavier Estivill i Pallejà (Barcelona, 28 de setembre de 1955) és un metge i científic català. Va passar la infantesa a Cornudella de Montsant (Priorat). El 1987 doctorà en medicina a la Universitat Autònoma de Barcelona. El 1989 es va doctorar en genètica a la Universitat de Londres amb una tesi sobre aspectes dels mecanismes moleculars i genètics causants de la fibrosi quística.
Va fer l'especialització en hematologia i hemoteràpia a l'Hospital de Bellvitge i a l'Hospital de la Santa Creu i Sant Pau de Barcelona, i completà la seva formació investigadora a la Universitat de Torí i al St. Mary's Hospital Medical School de Londres, on el 1989 fou professor associat del departament de bioquímica i genètica molecular. De 1988 a 1990 fou professor d'investigació de la unitat de genètica molecular de la Fundació d'Investigació Sant Pau de Barcelona.
El 1990 fou nomenat cap del departament de genètica molecular de l'Institut de Recerca Oncològica de l'Hospital Duran i Reynals, a l'Hospitalet de Llobregat, i el 1991, cap del servei de genètica de l'Hospital Clínic de Barcelona. Actualment és Director de Genètica Mèdica i Molecular de l'Institut de Recerca Oncològica, treballant amb malalties multifactactorials, en especial amb la sordesa hereditària, els dèficits intel·lectuals, la síndrome de Down, la fibrosi pulmonar i malalties psiquiàtriques.
Ha obtingut el premi August Pi i Sunyer, de l'Institut d'Estudis Catalans (1989), el Premi Investigació Reina Sofia del Patronat de Prevenció de la Minusvalidesa (1998), el Premi Ciència i Ciutat de Barcelona, el Premi Sever Ochoa de Investigación Biomédica (1995), la Medalla Narcís Monturiol al mèrit científic de la Generalitat de Catalunya (1996) i el Premi d'Honor Ciutat de l'Hospitalet (1996). El setembre de 2015 va signar un manifest de científics a favor de Junts pel Sí, candidatura independentista a les eleccions al Parlament de Catalunya de 2015.

## Articles
- Los secretos del genoma (2001) a Quark: Ciencia, medicina, comunicación y cultura, ISSN 1135-8521, Nº 20
- De la epidemiología genómica a la biomedicina de sistemas (2006) a Jano.